# Georgi Tunjov
Georgi Tunjov (sinh ngày 17 tháng 4 năm 2001) là cầu thủ bóng đá chuyên nghiệp người Estonia hiện tại đang thi đấu ở vị trí tiền vệ cho câu lạc bộ Pescara tại Serie C.

## Sự nghiệp thi đấu

### SPAL
Tunjov bắt đầu sự nghiệp chơi bóng của mình ở câu lạc bộ Narva Trans. Tháng 3 năm 2018, anh gia nhập lò đào tạo trẻ của SPAL. Anh ra mắt đội bóng tại Serie A vào ngày 15 tháng 12 năm 2019, khi vào sân thay người ở phút thứ 73 trong trận thua 1-3 trước Roma. Ngày 13 tháng 2 năm 2020, anh ký hợp đồng chuyên nghiệp đầu tiên với SPAL, kéo dài đến ngày 30 tháng 6 năm 2023.

#### Cho mượn tại Carrarese
Tháng 8 năm 2021, Tunjov gia nhập câu lạc bộ Carrarese theo dạng cho mượn.

## Thống kê sự nghiệp

### Câu lạc bộ
Tính đến 14 tháng 1 năm 2023
| Câu lạc bộ          | Mùa giải            | Giải đấu            | Giải đấu | Giải đấu | Cúp  | Cúp | Châu Âu | Châu Âu | Khác | Khác | Tổng cộng | Tổng cộng |
| Câu lạc bộ          | Mùa giải            | Giải đấu            | Trận     | Bàn      | Trận | Bàn | Trận    | Bàn     | Trận | Bàn  | Trận      | Bàn       |
| ------------------- | ------------------- | ------------------- | -------- | -------- | ---- | --- | ------- | ------- | ---- | ---- | --------- | --------- |
| Narva Trans         | 2016                | Meistriliiga        | 6        | 0        | –    | –   | –       | –       | –    | –    | 6         | 0         |
| Narva Trans         | 2017                | Meistriliiga        | 19       | 0        | –    | –   | –       | –       | –    | –    | 19        | 0         |
| Narva Trans         | 2018                | Meistriliiga        | 0        | 0        | 2    | 1   | –       | –       | –    | –    | 2         | 1         |
| Narva Trans         | Tổng cộng           | Tổng cộng           | 25       | 0        | 2    | 1   | 0       | 0       | 0    | 0    | 27        | 1         |
| SPAL                | 2019–20             | Serie A             | 10       | 0        | 1    | 0   | –       | –       | –    | –    | 11        | 0         |
| SPAL                | 2020–21             | Serie B             | 0        | 0        | 1    | 0   | –       | –       | –    | –    | 1         | 0         |
| SPAL                | 2021–22             | Serie B             | 1        | 0        | 0    | 0   | –       | –       | –    | –    | 1         | 0         |
| SPAL                | 2022–23             | Serie B             | 11       | 0        | 1    | 0   | –       | –       | –    | –    | 12        | 0         |
| SPAL                | Tổng cộng           | Tổng cộng           | 22       | 0        | 3    | 0   | 0       | 0       | 0    | 0    | 25        | 0         |
| Carrarese (mượn)    | 2021–22             | Serie C             | 27       | 3        | 0    | 0   | –       | –       | –    | –    | 27        | 3         |
| Tổng cộng sự nghiệp | Tổng cộng sự nghiệp | Tổng cộng sự nghiệp | 74       | 3        | 5    | 1   | 0       | 0       | 0    | 0    | 79        | 4         |

### Quốc tế
Tính đến 26 tháng 9 năm 2022.
| Đội tuyển quốc gia | Năm       | Trận | Bàn thắng |
| ------------------ | --------- | ---- | --------- |
| Estonia            |           |      |           |
| 2020               | 6         | 0    |           |
| 2022               | 1         | 0    |           |
| Tổng cộng          | Tổng cộng | 7    | 0         |